# Signori si parte - Treni storici in giro per l'Italia
Signori si parte – Treni storici in giro per l’Italia è un programma televisivo italiano prodotto da Diramare, in onda su LA7 alle ore 11:45 a partire dal 29 giugno 2025, ideato e condotto dalla giornalista Stefania Capobianco, con la partecipazione dell’Ing. Luigi Cantamessa, direttore generale della Fondazione FS Italiane e Amministratore Delegato di FS Treni Turistici Italiani.

## Il format
La prima stagione del programma, articolata in sei puntate da 30 minuti, propone un viaggio alla scoperta dell’Italia attraverso il fascino dei treni storici. Sei rotte ferroviarie che toccano Nord e Sud, mari e montagne, antichi borghi e città d’arte, narrando l’Italia attraverso i suoi treni più iconici: dalle “Centoporte” alla mitica locomotiva a vapore, fino al treno rapido Arlecchino, che negli anni ’60 è stato uno dei treni più famosi delle Ferrovie dello Stato e uno dei prodotti più avanzati dell'industria ferroviaria italiana.
La prima puntata prende il via da Napoli, culla della prima ferrovia italiana, la Napoli-Portici, risalente al 1839. Il viaggio prosegue tra le locomotive del Museo di Pietrarsa, i Templi di Paestum e le Grotte di Pertosa-Auletta, offrendo uno sguardo sulla storia e le ricchezze naturali ed enogastronomiche del Cilento. La seconda puntata è girata in Friuli Venezia Giulia, con un percorso che parte da Pordenone e arriva a Gemona del Friuli, passando per Sacile e il Lago di Cornino, tra paesaggi naturali, borghi e testimonianze di memoria storica. Con la terza puntata si va alla scoperta della Sicilia, da Palermo a Porto Empedocle, patria di Andrea Camilleri, passando per il centro storico di Agrigento e la maestosa Valle dei Templi, fino alla Scala dei Turchi di Realmonte, in un viaggio tra bellezze paesaggistiche, eccellenze enogastronomiche e suggestioni letterarie.

## 2025
| Puntata | Data           | Titolo                | Note            |
| ------- | -------------- | --------------------- | --------------- |
| 1       | 29 giugno 2025 | Campania              | Prima puntata   |
| 2       | 06 luglio 2025 | Friuli Venezia Giulia | Seconda puntata |
| 3       | 13 luglio 2025 | Sicilia               | Terza puntata   |

## Colonna sonora
Come sigla e leitmotiv del programma è stata scelta “La lontananza” di Domenico Modugno, autore della musica e del testo insieme a Enrica Bonaccorti, un brano iconico che racconta il senso profondo dell’attesa, del viaggio e dell’amore che resiste al tempo e alla distanza. 

## Accoglienza
Il programma è stato accolto con interesse da appassionati di storia ferroviaria, viaggiatori e cultori del patrimonio territoriale italiano, suscitando interesse per la sua capacità di valorizzare cultura, paesaggio e tradizioni locali.